# Pachon navarrès
El Pachon navarrès (o antic gos de mostra espanyol, Old spanish pòinter) és una raça canina espanyola originària de Navarra. Es tracta d'un gos de mostra emprat a la caça menor de ploma i pèl. Es troba en fase de recuperació, ja que la raça ha estat en perill d'extinció.